# كأس إسكتلندا 1948–49
كأس اسكتلندا 1948–49 (بالإنجليزية: 1948–49 Scottish Cup)‏ هو موسم من كأس اسكتلندا. فاز فيه نادي رينجرز.